# Umberto Caligaris
Umberto Caligaris (né le 26 juin 1901 à Casale Monferrato dans le Piémont et mort le 19 octobre 1940 à Turin) est un joueur devenu entraîneur de football italien.

## Biographie

### Joueur
« L'argent ne vaut pas l'amour pour un maillot et je n'en ai que deux, un bianconero et un azzurro. »

— Lettre de Caligaris en réponse aux dirigeants du Valence CF qui voulaient l'engager.
Il est connu pour être l'arrière gauche emblématique de la Juventus et l'équipe d'Italie durant les années 1930.
Neuf ans après avoir débuté au FBC Casale en 1919, il s'engage avec la Juventus en 1928 (il dispute sa première rencontre bianconera le 30 septembre 1928 lors d'un match nul 2-2 à l'extérieur contre la Reggina). Avec le club turinois, il remporte cinq scudetti consécutifs de 1931 à 1935 (dans une période dorée bianconera appelée le « Quinquennio d'oro »). 

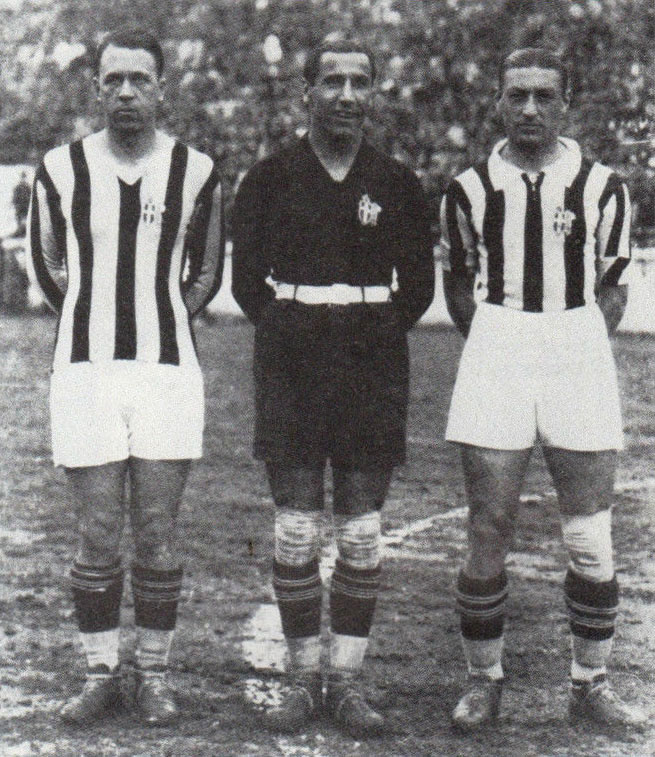
Le célèbre trio Rosetta-Combi-Caligaris, le front défensif juventino des Quinquennat d'or

Il quitte la Juventus en 1935 après 198 matchs joués et met un terme à sa carrière en 1937 avec le club de Brescia.
Caligaris remporte une médaille de bronze aux Jeux olympiques d'Amsterdam en 1928 et fait partie de l'effectif italien champion du monde 1934, même s'il reste sur le banc des remplaçants durant toute la compétition,.
Avec la nazionale italienne, Caligaris (surnommé Berto ou encore Caliga) connaît 59 sélections entre 1922 et 1934. Ce chiffre (considérable pour l'époque) constituera longtemps le record des sélections.

### Entraîneur
À la suite de sa carrière de joueur, Caligaris entraîne tout d'abord les clubs de Brescia et de Modène durant une période quatre ans. 
Il prend ensuite les rênes de son club de cœur, la Juventus, de 1939 jusqu'à sa mort. Il dirige son premier match sur le banc de la Vieille Dame le 17 septembre 1939 lors d'une défaite 4-0 en Serie A contre l'AS Ambrosiana.
Il meurt le 19 octobre 1940 à l'âge de 39 ans alors qu'il dispute un match de vétérans (avec entre autres Gianpiero Combi et Virginio Rosetta). Quelques minutes après être entré en jeu, il dut renoncer à jouer avant d'être transporté à l'hôpital, où il décède d'une rupture d'anévrisme (ce fut alors Federico Munerati qui le remplaça d'urgence à son poste d'entraîneur).
Après sa mort, le sélectionneur italien Vittorio Pozzo lui dédicaça un article dans La Stampa intitulé Un gladiatore. Sa ville natale lui rendit également hommage en nommant un tournoi de jeunes par son nom (le Torneo Umberto Caligaris). La Juve lui a enfin dédicacé une de ses 50 étoiles sur son nouveau stade construit en 2011.

## Carrière
| Joueur - 1919-1928 : FBC Casale - 1928-1935 : Juventus - 1935-1937 : AC Brescia |  | Entraîneur - 1935-1937 : AC Brescia - 1939-1940 : Juventus |

## Palmarès
| Juventus - Championnat d'Italie (5) : - Champion : 1930-31, 1931-32, 1932-33, 1933-34 et 1934-35. |  | Italie - Coupe du monde (1) : - Vainqueur : 1934. - Coupe internationale (2) : - Vainqueur : 1927-1930 et 1933-1935. - Jeux olympiques : - Bronze : Amsterdam 1928. |